# Вороги розуму
«Вороги розуму» (англ. The Enemies of Reason) — документальний фільм із двох частин про забобони та ірраціоналізм. Ведучий і сценарист Річард Докінз розглядає обґрунтованість астрології, лозоходіння, гомеопатії та інших науково непідтверджених практик і робить припущення про причини їх популярності.